# Rentgenová observatoř Chandra
Rentgenová observatoř Chandra je rentgenový dalekohled, který pracuje na oběžné dráze Země. Je pojmenován podle přezdívky indického astrofyzika Subrahmanyana Chandrasekhara. Observatoř vynesl na oběžnou dráhu raketoplán Columbia v roce 1999 během mise STS-93.
Chandru postavila firma TRW Space & Electronics Group z Redondo Beach v USA. Provozovatelem observatoře je středisko NASA Marshall Space Flight Center (MSFC) v americkém Huntsville. Chandra patří mezi největší projekty NASA. Celkové náklady na její vývoj se vyšplhaly na 1,5 mld. USD. Spolu s Hubbleovým vesmírným dalekohledem, Spitzerovým vesmírným dalekohledem a Comptonovou gama observatoří patří do projektu tzv. Velkých kosmických observatoří. Se svými rozměry 13,8 x 19,5 m a hmotností 4 800 kg jde o největší náklad, jaký kdy raketoplán Columbia vynesl na oběžnou dráhu.
Úlohou observatoře je vytvářet podrobné snímky a spektra kosmických rentgenových zdrojů s vysokou úhlovou i spektrální rozlišovací schopností. V seznamu objektů, které pozoruje, jsou rentgenové dvojhvězdy, supernovy, pulzary, aktivní galaxie, mezigalaktická hmota a kvazary. Pozorování vesmíru v rentgenové oblasti spektra je jinak velmi složité. Zemská atmosféra ho nepropouští, díky čemuž je možný život na Zemi. Chandra pracuje v "měkkém" rentgenovém záření od 0,1 keV do 10 keV.

## Vybavení observatoře

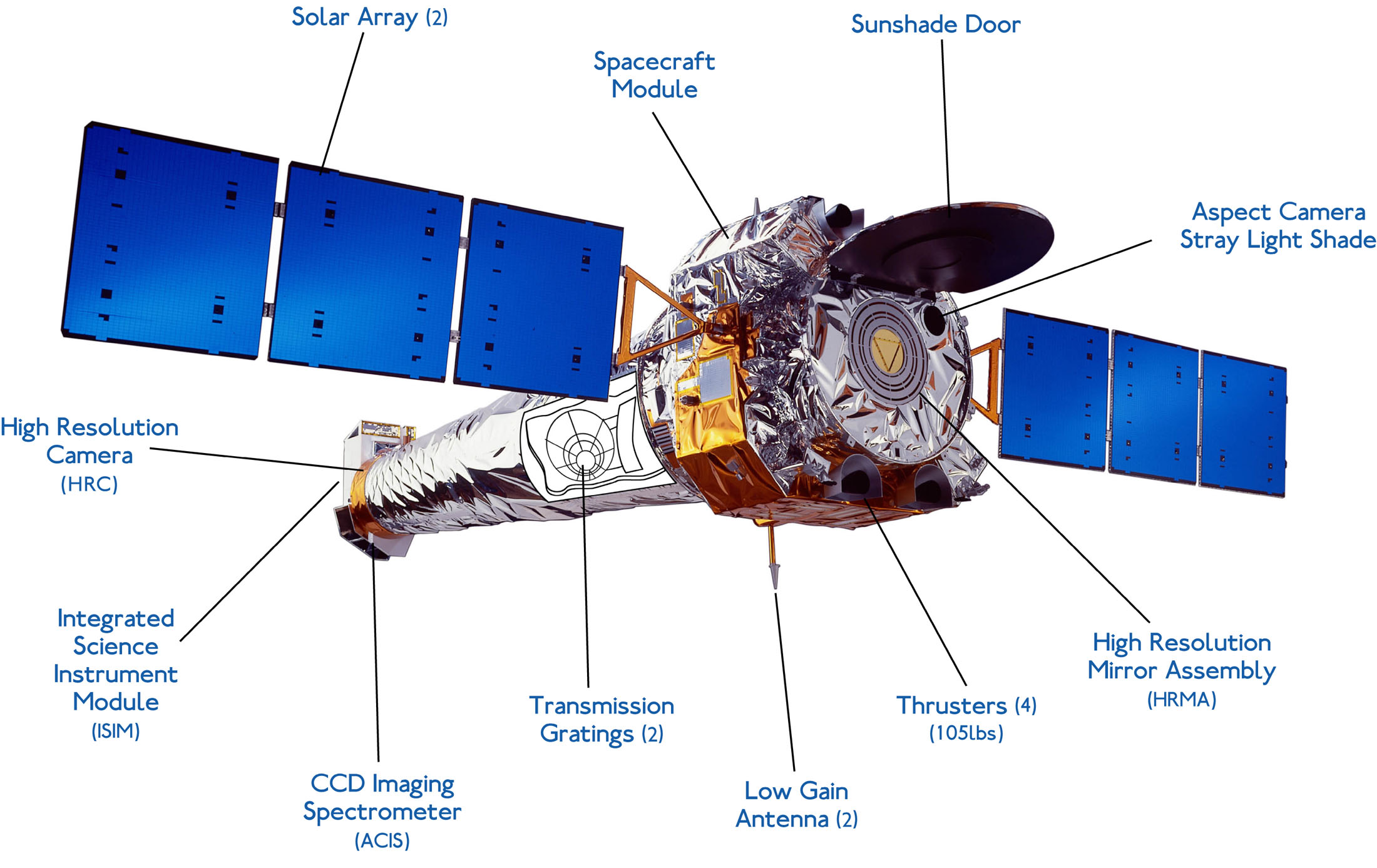
Popis vybavení observatoře

Chandra je tříose stabilizovaná družice válcovitého tvaru s celkovou délkou 14 metrů. Přístrojový úsek s celkovou délkou 11,8 m má tvar nízkého osmibokého hranolu. Je vybavená párem slunečních panelů s rozpětím 19,51 m. Panely dodávají 2,35 kW elektrické energie a dobíjí tři akumulátorové baterie s kapacitou 3×40 Ah. Observatoř je také vybavena systémem orientačních raket.
Rentgenový dalekohled o průměru 1,2 m s ohniskovou vzdáleností 10,05 m je tvořený 4 soubory parabolických zrcadel a 4 soubory hyperbolických zrcadel s délkou 0,85 m, zorným polem o průměru 1,0° a s rozlišením 0,5". Zrcadla jsou sestavená okolo společné optické osy. Jejich povrch je pokrytý iridiem s vysokým stupněm odrazu. Dopadající rentgenové záření se nejprve odrazí od vnitřních ploch parabol, poté od vnitřních ploch hyperbol a pak dopadá na kameru s vysokým rozlišením.
K zrcadlům jsou připojené tyto přístroje:
- ACIS (Advanced CCD Imaging Spectrometer) – zobrazující spektrometr pro rozsah energií 0.2-10 keV
- HRC (High Resolution Camera) – kamera s vysokým rozlišením pro zorné pole 31' × 31', rozlišení 0,5", časové rozlišení 16 ms. Hlavní částí kamery je mikrokanálová destička (MCP). Zorné pole kamery je 31´ × 31´, což je zhruba úhlová velikost Měsíce. Její rozlišovací schopnost je méně než 0,5". Pozemské dalekohledy jsou schopné dosáhnout takovéto rozlišovací schopnosti jen za výjimečně dobrých pozorovacích podmínek.
- HETG (High Energy Transmission Grating) – transparentní mřížka pro vysoké energie, (spektrální rozlišení E/DE=60 až 1000, rozsah energií 0,4 – 10 keV).
- LETG (Low Energy Transmission Grating) – transparentní mřížka pro nízké energie, (spektrální rozlišení E/DE=40 až 2000, rozsah energií 0,09 – 3 keV).

Mřížky slouží pro odklon chodu rentgenových paprsků v závislosti na jejich energiích. Jsou součástí mřížkového spektrografu. Na rozdíl od hranolového spektrografu je u mřížkového spektrografu disperze stejná ve všech částech spektra. Mřížky se zasouvají do dráhy paprsků mezi objektiv a ohniskovou rovinu. Když jsou mřížky zařazené za zrcadla, dalekohled pracuje jako rentgenový spektrograf.

## Historie projektu

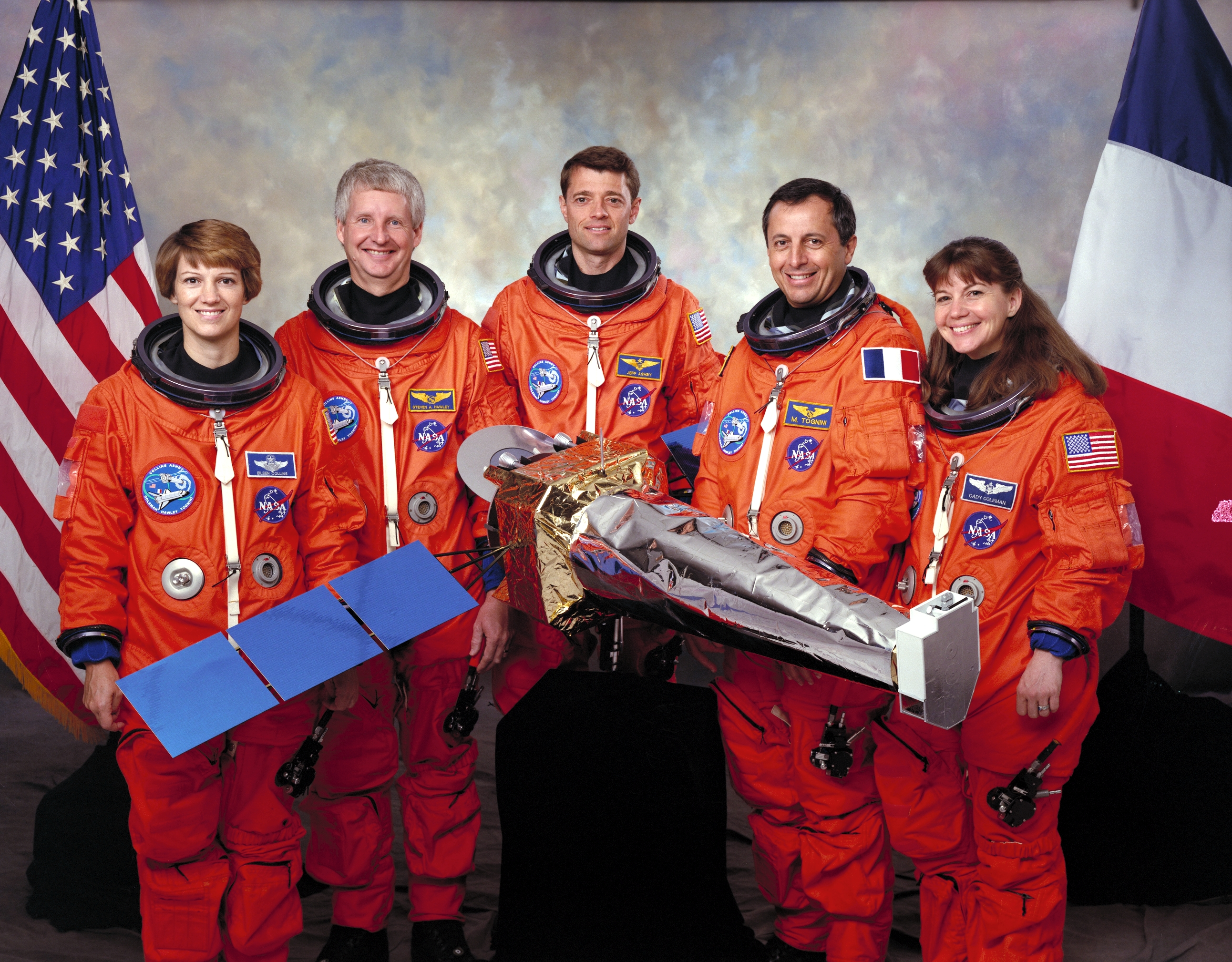
Posádka mise STS-93 s modelem observatoře Chandra

Rentgenová observatoř Chandra byla původně vyvíjená pod názvem AXAF (Advanced X-ray Astrophysics Facility) a s vysláním na oběžnou dráhu NASA počítala již v roce 1976. Schválení projektu však neustále oddalovaly finanční problémy a poté havárie raketoplánu Challenger. Americký Kongres projekt schválil v roce 1988. Původně měla observatoř obsahovat dalekohled s vysokým rozlišením, ale přehodnocení projektu v letech 1992 a 1993 zredukovalo přístrojové vybavení. Zmenšena byla i sběrná plocha zrcadel a namísto zlatých zrcadel (což byl původní plán) se použilo iridium. Původní termín startu měl být v roce 1997, ale neustálé komplikace spojené se stavbou dalekohledu a testováním družice vedly stále k dalším odkladům. V roce 1998 byl ještě nedokončený dalekohled pojmenovaný na počest významného amerického astrofyzika indického původu Subrahmanyana Chandrasekhara. Bylo též rozhodnuto poslat observatoř na velmi vysokou excentrickou dráhu, aby se po 85 % doby svého letu pohybovala nad rušivými radiačními pásy.

## Start
Po dvou odkladech startu se Chandra vydala do vesmíru v nákladovém prostoru raketoplánu Columbia 23. července 1999. Start probíhal za dramatických okolností. Již pět sekund po startu došlo na palubě Columbie ke zkratu v jedné z elektrických baterií. Mnohem větším problémem však byly krátkodobé výpadky jednoho ze dvou řídicích systémů SSME motorů č. 1 a 2 Columbia se nakonec dostala na oběžnou dráhu, ovšem o 10 km níže, než byl původní plán. To však misi neohrozilo.

## Vypuštění observatoře
Po otevření dveří nákladového prostoru a obvyklých kontrolách dostala posádka souhlas k vypuštění observatoře. Chandra byla připojená k raketovému stupni IUS, který ji měl umožnit dostat se na potřebnou oběžnou dráhu. Astronautka Colemanová přepojila systémy IUS na vnitřní baterie a krátce poté v 11:37 UT, byly odpojeny kabely, spojující systém observatoře a jejího urychlujícího stupně s raketoplánem. O pět minut později byl nosný prstenec nastaven do polohy pro vypuštění IUS (58°). V 11:47:25 UT se Chandra a její pohonná raketa oddělily od raketoplánu. Řízení observatoře v tu chvíli převzalo středisko Onizuka AFB v Kalifornii.
Piloti Columbie uskutečnili ve 12:03 UT úhybný manévr, aby byl raketoplán v času zážehu motoru IUS v bezpečné vzdálenosti. K zážehu motoru došlo v 12:47 UT. Po 117sekundovém zážehu a odhození motoru byla Chandra navedena na oběžnou dráhu ve výšce mezi 330 až 72 031 km. Úspěšně proběhlo i rozevření solárních panelů a navedení na konečnou oběžnou dráhu (9 652 – 139 189 km).
Columbie úspěšně přistála 28. července v Kennedyho vesmírném středisku.

## Průběh letu
27. července 1999 v čase 00:39 UT byl otevřen první ventil, čímž započalo odplynění detektorů vědeckých přístrojů. 31. července, 4. srpna a 7. srpna proběhly další motorické manévry, čímž se družice dostala na operační oběžnou dráhu. Byla umístěna nad vnitřní Van Allenův radiační pás, který by mohl ovlivňovat měření. Na druhé straně ale taková oběžná dráha znemožňuje vyslání servisní mise v případě nenadálé poruchy.
19. srpna Chandra provedla první zkušební snímkování. Nejprve bylo uskutečněno kalibrační pozorování bodového rentgenového zdroje LMC X-1 Velkém Magellanově mračnu, který je vzdálen 180 000 světelných let od Země.
K testu ostrosti posloužil zbytek po výbuchu supernovy ve stejné oblasti. První snímky byly zveřejněny 26. srpna a jednalo se o fotografie zbytků supernovy Cassiopeia A a kvasaru PKS 0637-752. V průběhu září NASA postupně zveřejňovala nové snímky z Chandry.
24. ledna 2002 došlo v důsledku chyby ve směrové orientace k dočasnému přerušení pozorování. Ještě tentýž den se však podařilo chybu ve stabilizačním systému odstranit a obnovit přerušená pozorování.
Předpokládaná aktivní životnost Chandry se odhadovala na pět let. Po uplynutí této doby však NASA 31. srpna 2003 prodloužila kontrakt se Smithsonian Astrophysical Observatory (SAO), aby zajistila pokračování mise po dobu dalších pěti let tj. do konce července 2010.
Kvůli silné sluneční aktivitě byla vědecká práce již dvakrát přerušena. Poprvé mezi 24. a 28. říjnem 2003, podruhé mezi 2. a 8. listopadem téhož roku.